# Zoldo Alto
Zoldo Alto là một thị xã ở tỉnh Belluno, Veneto, Ý. Đô thị này có tọa độ địa lý 46°23′0″B 12°8′0″Đ / 46,38333°B 12,13333°Đ. Đô thị này nằm ở độ cao 1.177 m, có diện tích 61,9 km2, dân số là 1.183 người.
Các đơn vị trực thuộc: Brusadaz, Chiesa, Coi, Cordelle, Costa, Fusine, Gavaz, Iral, Mareson, Molin, Pecol, Pianaz, Soramaè
Các đô thị tiếp giáp: Agordo, Alleghe, Borca di Cadore, Forno di Zoldo, La Valle Agordina, Selva di Cadore, Taibon Agordino, Vodo di Cadore, Zoppè di Cadore